# ボルゴーネ・スーザ
ボルゴーネ・スーザ（伊: Borgone Susa）は、イタリア共和国ピエモンテ州トリノ県にある、人口約2,200人の基礎自治体（コムーネ）。

## 地理

### 位置・広がり

#### 隣接コムーネ
隣接するコムーネは以下の通り。
- コンドーヴェ
- サン・ディーデロ
- サンタントニーノ・ディ・スーザ
- ヴィッラール・フォッキアルド